# Lněný olej
Lněný olej je čirý žlutý olej získávaný ze sušených zralých semen lnu setého (Linum usitatissimum). Olej se získává lisováním za studena, někdy s následnou extrakcí rozpouštědlem.
Lněný olej lze polymerizovat a tato reakce je exotermická, hadr namočený v tomto oleji se může sám vznítit. Díky těmto polymerizačním vlastnostem se lněný olej používá samotný nebo ve směsi s jinými oleji, pryskyřicemi a rozpouštědly jako impregnační látka a lak při úpravě dřeva, jako pojivo pigmentů v olejových barvách, jako plastifikátor a tvrdidlo ve tmelech a také při výrobě linolea.
Jedná se o jedlý olej, nicméně kvůli výrazné chuti a pachu má jen malý podíl na lidské výživě, přestože se prodává jako potravní doplněk. Použití lněného oleje pro nátěrové hmoty pokleslo v posledních desetiletích s rozmachem alkydových pryskyřic, což jsou podobné, ale částečně syntetické materiály, které lépe odolávají žloutnutí.

## Chemické vlastnosti
Lněný olej patří mezi tzv. zasychající oleje, což znamená, že při expozici vzduchu tvrdne. Jde o směs různých triglyceridů, které se liší svými mastnými kyselinami. Triglyceridy ve lněném oleji jsou odvozeny převážně od těchto mastných kyselin:
- nasycené kyseliny: kyselina palmitová (cca 7 %) a kyselina stearová (3,4–4,6 %),
- mononenasycená kyselina olejová (18,5–22,6 %),
- dvojitě nenasycená kyselina linolová (14,2–17 %),
- trojitě nenasycená (omega-3 nenasycená mastná kyselina) kyselina α-linolenová (51,9–55,2 %).[2]

Vzhledem k vysokému obsahu nenasycených esterů je lněný olej zvláštně náchylný na polymerizační reakce, je-li vystaven kyslíku ve vzduchu. Tato polymerizace má za následek tuhnutí materiálu, což se projevuje jako "zasychání".

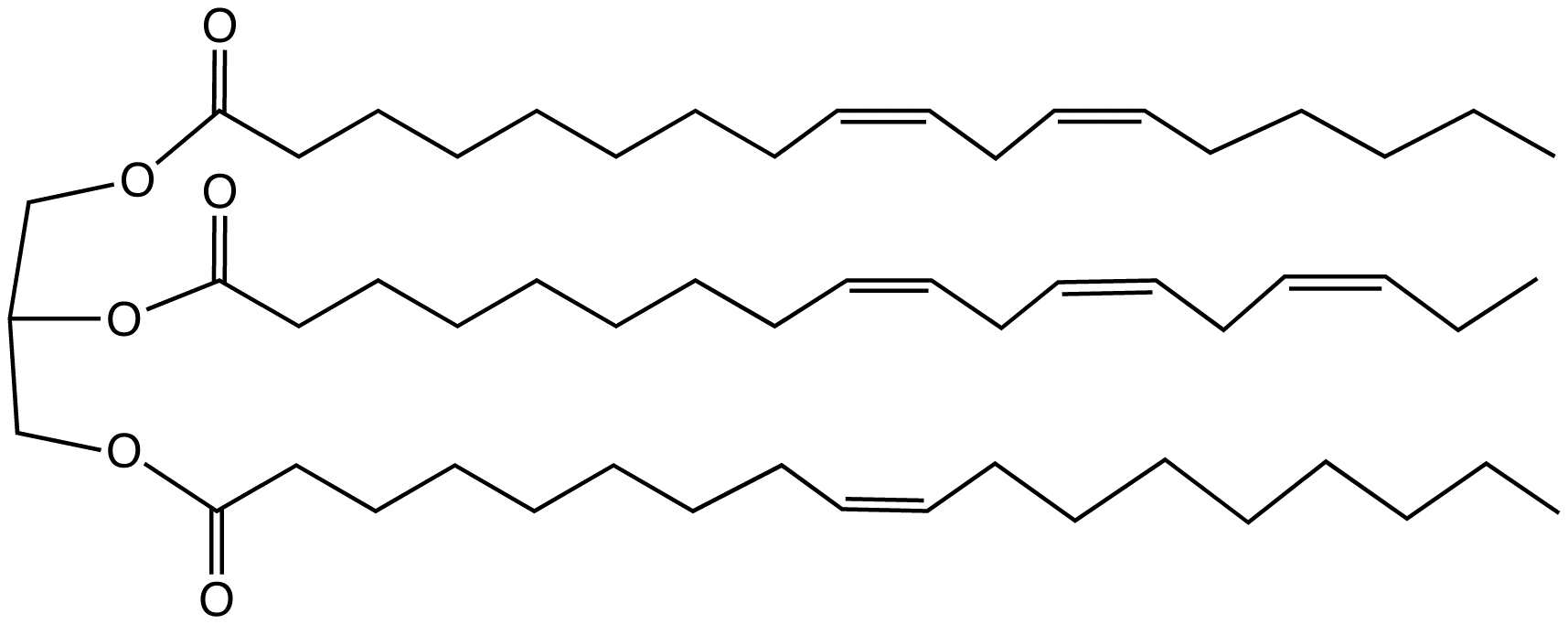
Reprezentativní triglycerid obsažený ve lněném oleji

## Použití
Většina použití lněného oleje vychází z jeho zasychacích vlastností, tzn. výchozím materiálem je kapalina nebo přinejmenším tvárná hmota, vyzrálý materiál je tuhý, ale nikoli křehký. Výhodou je hydrofobní povaha tohoto uhlovodíkového materiálu.

### Pojivo v nátěrových hmotách
Lněný olej je hlavním nosičem používaným v olejových barvách. Lze ho použít i jako přísadu, která činí barvy tekutější, průhledné a lesklé. V malém množství (max. cca 2-3%) se používá i do tiskových barev pro úpravu viskozity. 
Je dostupný v různých variantách, např. lisovaný za studena, alkalicky rafinovaný, bělený na slunci, zahušťovaný na slunci nebo polymerizovaný ("stand oil"). Používání lněného oleje bylo významným krokem v technologii olejových nátěrových hmot.

### Tmely
Sklenářský tmel, složený z křídového prášku a lněného oleje, se používá na zasklívání oken. Tvrdne několik týdnů po aplikaci a potom ho lze natírat.

### Povrchová úprava dřeva
Použije-li se lněný olej při povrchové úpravě dřeva, zvolna zasychá a při tvrdnutí se mírně smršťuje. Nepokrývá povrch jako laky, nýbrž se vsákne do (viditelných i mikroskopických) pórů a zanechá jasný, nikoli však lesklý povrch, který ukazuje texturu dřeva. Dřevo ošetřené lněným olejem je odolné proti promačkávání a poškrábání, lze ho také snadno opravit, ale povrch není tak tvrdý jako u moderních laků a dřevo zvolna pohlcuje vlhkost, je-li ponecháno mokré. Měkké dřevo je chráněno proti promačkávání, potřebuje však několikrát opakovanou aplikaci a také mnohem delší zasychací čas oproti dřevu tvrdému. Zahradní nábytek ošetřený lněným olejem může napadnout houba.[zdroj?] Naolejované dřevo může být nažloutlé a může časem tmavnout.
Lněný olej se tradičně používá na povrchovou úpravu pažeb zbraní, získání velmi jemného povrchu může trvat měsíce. Několik nátěrů lněným olejem je tradiční ochranou pro vrbové dřevo kriketových pálek. Lněný olej se také často používá na kulečníková tága, jako mazivo/ochrana pro dřevěné zobcové flétny a fujary a namísto epoxidových pryskyřic pro moderní dřevěná surfová prkna.

### Linoleum
Lněný olej se používá pro spojování dřevěného prachu, korkových částic a jiných materiálů při výrobě linolea pro podlahové krytiny (linoleum vynalezl a nechal patentovat Frederick Walton v roce 1860). Linoleum, či zkráceně "lino", bylo běžnou podlahovou krytinou od 70. let 19. století do doby, než ho nahradily krytiny z PVC. Linoleum dalo svůj název tiskařské technice linorytu, kdy se reliéfní design ryje do hladkého povrchu, na ten se pak nanese barva a použije k tisku. Výsledek je podobný tisku dřevorytu.

### Potravinový doplněk
Potravinářský olej ze lněných semen se lisuje za studena, bez použití extrakce rozpouštědlem, a prodává se jako jedlý lněný olej. Čerstvý, chlazený a nezpracovaný lněný olej se používá jako potravní doplněk. Obsahuje velká množství omega-3 mastných kyselin, zvláště kyseliny α-linolenové, která může být přínosná pro omezení zánětů vedoucích k ateroskleróze, prevenci srdečních nemocí a arytmie, a je třeba pro správný vývoj dětí.. Ovšem nedávné kontrolované placebo studie ukazují, že běžná konzumace oleje ze lněných semen nesnižuje riziko mrtvice, srdečních onemocnění nebo rakoviny jakkoli více než placebo. Běžný lněný olej obsahuje 52 až 63 % kyseliny alfa-linolenové (C18:3 n-3). Pěstitelé vyšlechtili i len jak s větším obsahem kyseliny alfa-linolenové (70 %), tak s velmi nízkým obsahem kyseliny alfa-linolenové (<3 %). Americká FDA schválila pro lněný olej s vysokým obsahem alfa-linolenové status "všeobecně považovaný za bezpečný".
Přestože semena lnu jako taková obsahují lignany, třídu fytoestrogenů považovaných za látky s antioxidačními a protirakovinnými vlastnostmi, extrahovaný lněný olej lignany neobsahuje a proto nemá takové antioxidační vlastnosti. Ve skutečnosti lze lněný olej snadno oxidovat, rychle proto žlukne a získává nepříjemný zápach, není-li uchováván chlazený. I v chladu má však trvanlivost jen několik týdnů. Olej s nepříjemným nebo žluklým zápachem by měl být zlikvidován. Žluklé oleje přispívají ke tvorbě volných radikálů a mohou být karcinogenní. Oxidace lněného oleje je hlavním komerčním problémem, proto lze na ochranu proti žluknutí přidávat antioxidanty.

#### Obsah živin
| Typický obsah mastných kyselin | %    |
| ------------------------------ | ---- |
| kyselina palmitová             | 6,0  |
| kyselina stearová              | 2,5  |
| kyselina arašídová             | 0,5  |
| kyselina olejová               | 19,0 |
| kyselina linolová              | 24,1 |
| kyselina alfa-linolenová       | 47,4 |
| ostatní                        | 0,5  |

Výživové informace z Flax Council of Canada:
1 polévková lžíce (14 g)
- energie: 520 kJ
- celkový tuk: 14 g
- Omega-3: 8 g
- Omega-6: 2 g
- Omega-9: 3 g

Olej ze lněných semen neobsahuje významná množství bílkovin, sacharidů ani vlákniny.

## Lněná fermež
Lněná fermež (též jen fermež) vzniká tepelnou úpravou lněného oleje a používá se jako pojivo v barvách nebo i samotná pro povrchovou úpravu dřeva.
Fermež se zahřeje ve vodní lázni a nanáší se horká, dokud dřevo pije, v několika vrstvách s delším rozestupem. Po několika hodinách se loužičky přebytečné fermeže setřou z povrchu hadříkem. Schne i několik dnů až týdnů. Pro závěrečnou povrchovou úpravu je možno použít včelí vosk zatepla rozpuštěný v terpentýnu. Výhodou je, že fermež neuzavírá dřevo, které dále přirozeně dýchá.

## Bezpečnost
Hadry nasáklé lněným olejem se považují za požární riziko, protože poskytují velký povrch pro oxidaci oleje a ten může oxidovat velmi rychle. Oxidace lněného oleje je exotermická reakce, která se s teplotou zrychluje, takže se hadry zahřívají. Pokud míra akumulace tepla přesáhne míru jeho rozptylování do okolí, teplota roste a reakce může nakonec uvolnit dostatek tepla k tomu, aby došlo k samovznícení hadru. Hadry nasáklé lněným olejem by se nikdy neměly uchovávat, zejména ne v uzavřené nádobě, která umožňuje akumulaci tepla. Naopak by se měly vyprat, nasáknout vodou nebo spálit. Požár, který v únoru 2008 zničil Golden West Saloon vedle divadla El Rey v Albuquerque v Novém Mexiku, vznikl samovznícením hadrů nasáklých lněným olejem a zanechaných v plastovém kontejneru. Stejnou příčinu měl i požár výškové budovy One Meridian Plaza ve Filadelfii v roce 1991.
Při zahřívání lněného oleje nebo fermeže nad 190 °C může docházet k rozkladu na nižší mastné kyseliny a vysoce toxický aldehyd akrolein. Při reakci s plynným chlorem může dojít k výbuchu.